# Pleurocodonellina clavicula
Pleurocodonellina clavicula är en mossdjursart som beskrevs av Ryland och Hayward 1992. Pleurocodonellina clavicula ingår i släktet Pleurocodonellina och familjen Smittinidae. Inga underarter finns listade i Catalogue of Life.